# Concile de Rome (262)
Pour les articles homonymes, voir Concile de Rome.
Le concile de Rome fut convoqué par le pape Denys dans la ville éponyme en 262.
Ce concile examina la doctrine attribuée à Saint-Denys le Grand selon laquelle le Fils n'aurait pas été consubstantiel au Père. Il condamna le modalisme ou monarchianisme.